# Casa de Clare
A Casa de Clare foi uma importante casa nobre anglo-normanda que governou os condados de Pembroke, Hertford e Gloucester na Inglaterra e no País de Gales ao longo de sua história, desempenhando um papel importante na invasão normanda da Irlanda.
Eles eram descendentes de Richard Fitz Gilbert, Lorde de Clare (1035–1090), um parente de Guilherme, o Conquistador, que o acompanhou até a Inglaterra durante a conquista normanda da Inglaterra . Seu bisavô foi Ricardo I da Normandia, filho de William Longsword e neto do viking Rollo . Como recompensa por seus serviços, Richard recebeu terras em Suffolk, centradas na vila de Clare . Como resultado, Richard e seus descendentes carregaram o nome de 'de Clare' ou 'of Clare'.
Os de Clares estavam entre as maiores casas baroniais do início da Idade Média e eram proprietários do monumental Castelo de Caerphilly, do Castelo de Pembroke, de Castell Coch e de mais de 190 feudos na Inglaterra.  

## Origens

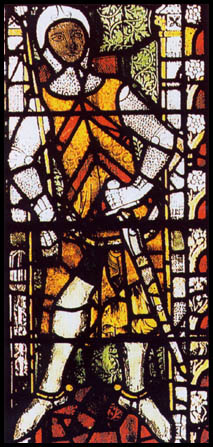
Vitral na Abadia de Tewkesbury representando Lorde Gilbert de Clare.

A família Clare descende na linhagem masculina de Gilberto, Conde de Brionne, cujo pai, Geoffrey, Conde d'Eu, era filho ilegítimo de Ricardo I, Duque da Normandia, com uma amante desconhecida. Gilberto de Brionne foi um dos guardiões de Guilherme II, que se tornou duque da Normandia quando criança em 1035. Quando Gilberto foi assassinado em 1039 ou 1040, seus filhos Balduíno e Ricardo Fitz Gilberto fugiram com seus guardiões para Balduíno V, Conde de Flandres ; eles retornaram para a Normandia quando Guilherme se casou com a filha de Balduíno em 1053, e Guilherme os acolheu com grande favor. Após a conquista da Inglaterra, Richard Fitz Gilbert recebeu extensas propriedades, incluindo Clare e Tonbridge . Da sua posse, a família que ele fundou é geralmente referida pelos historiadores como 'de Clare' (de Clare). "  As fontes históricas são vagas e às vezes contraditórias sobre quando o nome Clare entrou em uso comum, mas Richard Fitz Gilbert (de Tonbridge) é uma vez referido como Richard de Clare no retorno de Suffolk do Domesday Survey .  Seu irmão Baldwin de Meules foi deixado no comando de Exeter após sua submissão (1068) e nomeado xerife de Devonshire. Grandes propriedades em Devonshire e Somersetshire são registradas em seu nome no Domesday como "Baldwin de Exeter" ou "Baldwin, o Xerife". 

## Condados

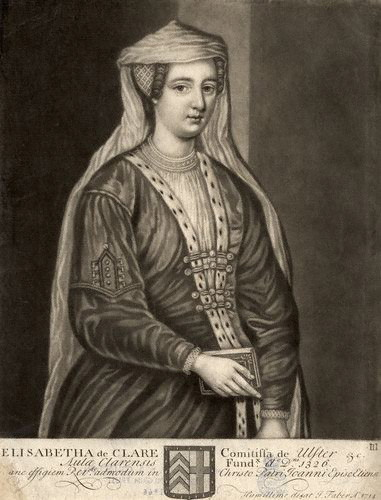
Elizabeth de Clare, 11.ª Dama de Clare, fundadora do Clare College, Cambridge

Após sua morte, as propriedades inglesas de Richard passaram para seu filho Gilbert Fitz Richard de Clare (1055–1117), enquanto um filho mais novo, Robert Fitz Richard, daria origem a uma linhagem que se tornou Barões FitzWalter, além de ter ramos mais jovens que adotaram os sobrenomes de Daventry e Fawsley.   Um filho mais novo de Gilbert Fitz Richard, também chamado Gilbert, estabeleceu-se no País de Gales e adquiriu o Condado de Pembroke em 1138 e o Senhorio de Striguil . O sobrinho da linhagem sênior do conde Gilbert, filho de seu irmão mais velho, Richard Fitz Gilbert de Clare (1090–1136), também seria feito conde. Gilbert Fitz Richard (falecido em 1152) foi nomeado Conde de Hertford, talvez em 1138, mas pelo menos em 1141, e posteriormente, a família às vezes usaria o estilo de Condes de Clare.    O primeiro conde de Hertford morreu sem deixar descendentes e foi sucedido por seu irmão, Roger de Clare, 2.º conde de Hertford, de quem os posteriores condes de Hertford descendem.
O filho de Gilbert Fitz Gilbert de Clare, Conde de Pembroke, foi Richard de Clare, 2.º Conde de Pembroke (falecido em 1176), conhecido como Strongbow, um líder da invasão normanda da Irlanda. O pai dele também tinha o apelido de Strongbow, então é possível que ele tenha herdado o apelido dele. No século XX, a sidra Bulmer lançou uma sidra chamada "Strongbow", em homenagem a Richard de Clare, e inicialmente a comercializou como "a sidra forte para homens".
O único filho de Richard morreu quando ainda era menor, e as muitas posses irlandesas e galesas de Strongbow passaram com sua filha Isabel para seu marido, William Marshal.  Algumas dessas terras seriam trazidas de volta à família por meio do casamento de uma das co-herdeiras de Isabel de Clare e William Marshal, Isabel Marshal, com seu primo distante, Gilbert de Clare, 4.º Conde de Hertford (falecido em 1230). Ele também herdou de sua mãe as propriedades de seu avô materno, William Fitz Robert, 2.º Conde de Gloucester (falecido em 1183), incluindo o condado e a honra de Gloucester e o senhorio de Glamorgan.
A família continuou a deter ambos os condados até o início do século XIV, quando Gilbert de Clare, 8.º Conde de Gloucester, morreu sem deixar descendentes e os condados foram extintos, enquanto suas terras foram divididas entre várias irmãs. Richard de Clare, um membro de uma linhagem júnior que se tornou lorde de Thomond, na Irlanda, seria convocado ao Parlamento em 1309 e, portanto, é considerado como tendo sido feito Lorde Clare. Mas a morte de seu filho pequeno em 1321, logo após sua própria morte, pôs fim à última das linhagens tipicamente chamadas de Clare, embora a linhagem masculina tenha persistido pelo menos um século depois nos Barões FitzWalter.

## Brasão

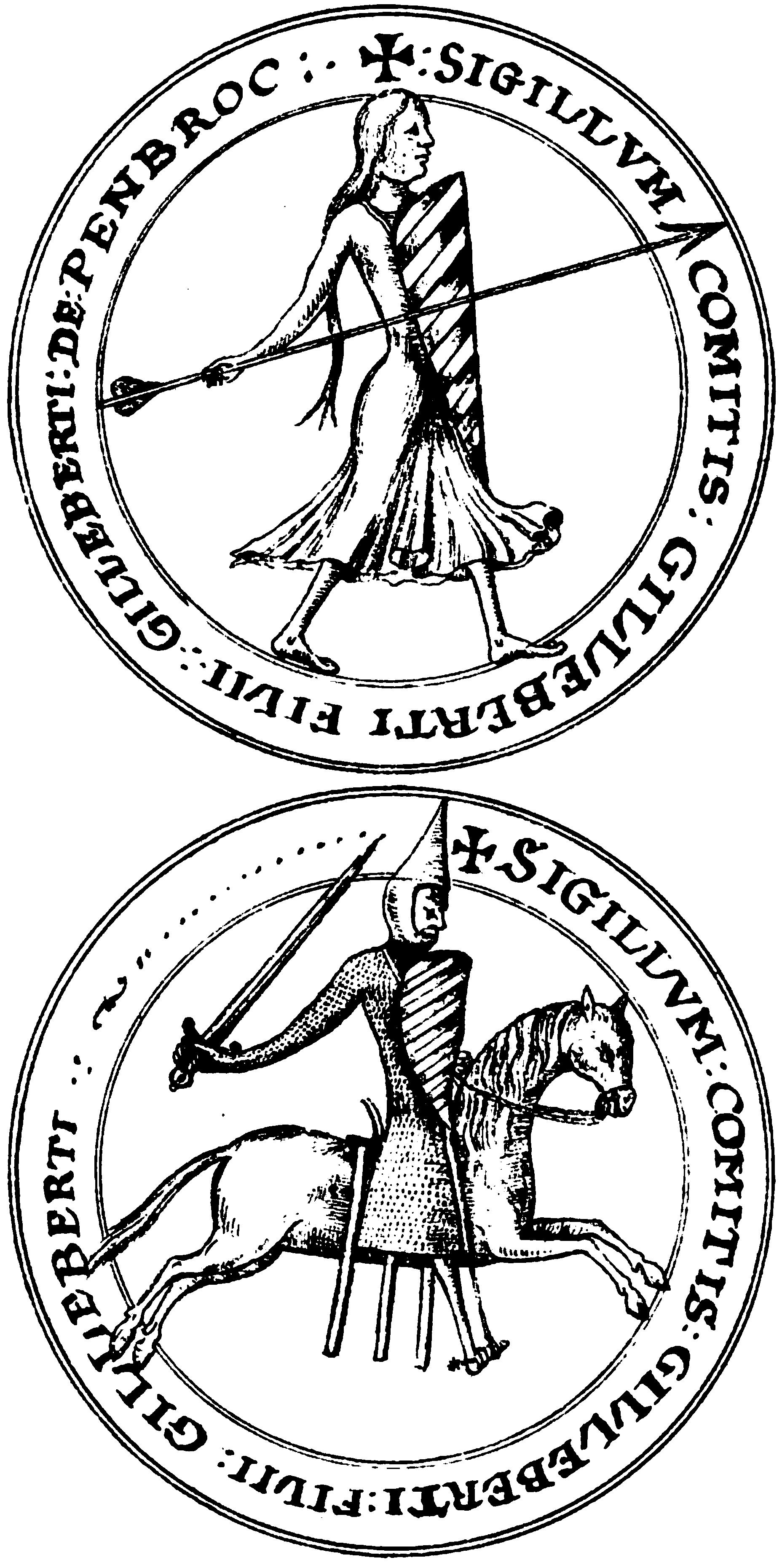
Selo de Gilbert Fitz Gilbert, Conde de Pembroke

Os primeiros Clares parecem ter usado um brasão que era o chevron, como visto nos selos de Gilbert, 1.º Conde de Pembroke, e de sua sobrinha, Rohese, Condessa de Lincoln. Richard 'Strongbow', 2.º conde de Pembroke, simplificaria isso para um brasão com três divisas, combinando com os três divisas vermelhas em um fundo dourado que seriam os brasões dos Condes Clare de Hertford. 